# Bolsjöarna
Bolsjöarna är två sjöar, Övre och Nedre Bolsjön, belägna i Tanums kommun i Bohuslän i Västra Götalands län som ingår i Enningdalsälvens avrinningsområde. Tillsammans har sjöarna en area av 2,7 km².
Övre Bolsjön är till formen långsträckt och avvattnas till Norra Bullaresjön. Den marginellt mindre Nedre Bolsjön avvattnas till Södra Bullaresjön och är stjärnformad med fyra stora vikar och två mindre. Den är även vattentäkt för Tanums kommun. Sydväst om Nedre Bolsjön ligger Ranebo friluftsområde.